# أكيرا كويكي
أكيرا كويكي هو طبيب باطني وطبيب وسياسي ياباني، ولد في 9 يونيو 1960 في سيتاغايا في اليابان. حزبياً، نشط في الحزب الشيوعي الياباني. وقد انتخب عضو مجلس المستشارين وقد انضم خلال فترته النيابية  للكتلة البرلمانية الحزب الشيوعي الياباني.

## وصلات خارجية
- الموقع الرسمي